# روبرت جاي مكمان
روبرت جاي مكمان (بالإنجليزية: Robert J. McMahon)‏ هو مؤرخ أمريكي، ولد في 1949.